# Heaven's Gate (banda)
Heavens Gate foi uma banda de power metal da Alemanha formada em 1987 com o nome de Carrion.

## História
Na época da formação (em 1987) os integrantes eram Thomas Rettke (vocal), Bonny Bilski (guitarra), Ingo Millek (guitarra), Manni Jordan (baixo) e Thorsten Müller (bateria). Ainda no mesmo ano, Ingo deixa a banda sendo substituído por Sascha Paeth. A banda assinou contrato com a No Remorse Records já com o nome de Heavens Gate, e lançou seu primeiro álbum, In Control, em 1989. Entraram em turnê abrindo para o W.A.S.P. no ano seguinte, lançaram o mini-álbum Open the Gate and Watch! e entraram novamente em turnê.
Em fevereiro de 1992, a banda assinou contrato com a Steamhammer/SPV e, alguns meses mais tarde, lançaram o álbum Livin' in Hysteria, que foi produzido por Charlie Bauerfeind. Lançaram outro mini-álbum, More Hysteria, com três canções inéditas e uma versão acústica de "Best Days of My Life", originalmente somente para o Japão.
Em novembro do mesmo ano lançaram o terceiro álbum, Hell for Sale e logo depois Live for Sale, gravado no Japão. A banda ficou parada por um tempo, enquanto Sascha Paeth trabalhava como produtor. No final de 1994, começaram a construir seu próprio estúdio para que pudessem ser mais independentes. Em 1995, Manni deixa a banda, sendo substituído por Robert Hunecke, que participou das composições de Planet E, lançado no final de 1996.
Eles ainda vieram a lançar um disco chamado Menergy em 1999.

## Integrantes
- Thomas Rettke – vocal
- Sascha Paeth – guitarra
- Bonny Bilski – guitarra
- Robert Hunecke-Rizzo – baixo
- Thorsten Müller – bateria
- Ingo Millek – guitarra
- Bernd Kaufholz – guitarra
- Manni Jordan – baixo

## Discografia
- In Control (1989)
- Open The Gate And Watch! (EP, 1990)
- Livin' In Hysteria (1991)
- More Hysteria (EP, 1992)
- Hell For Sale! (1992)
- Planet E. (1996)
- Menergy (1999)